# Gupta-Tempel

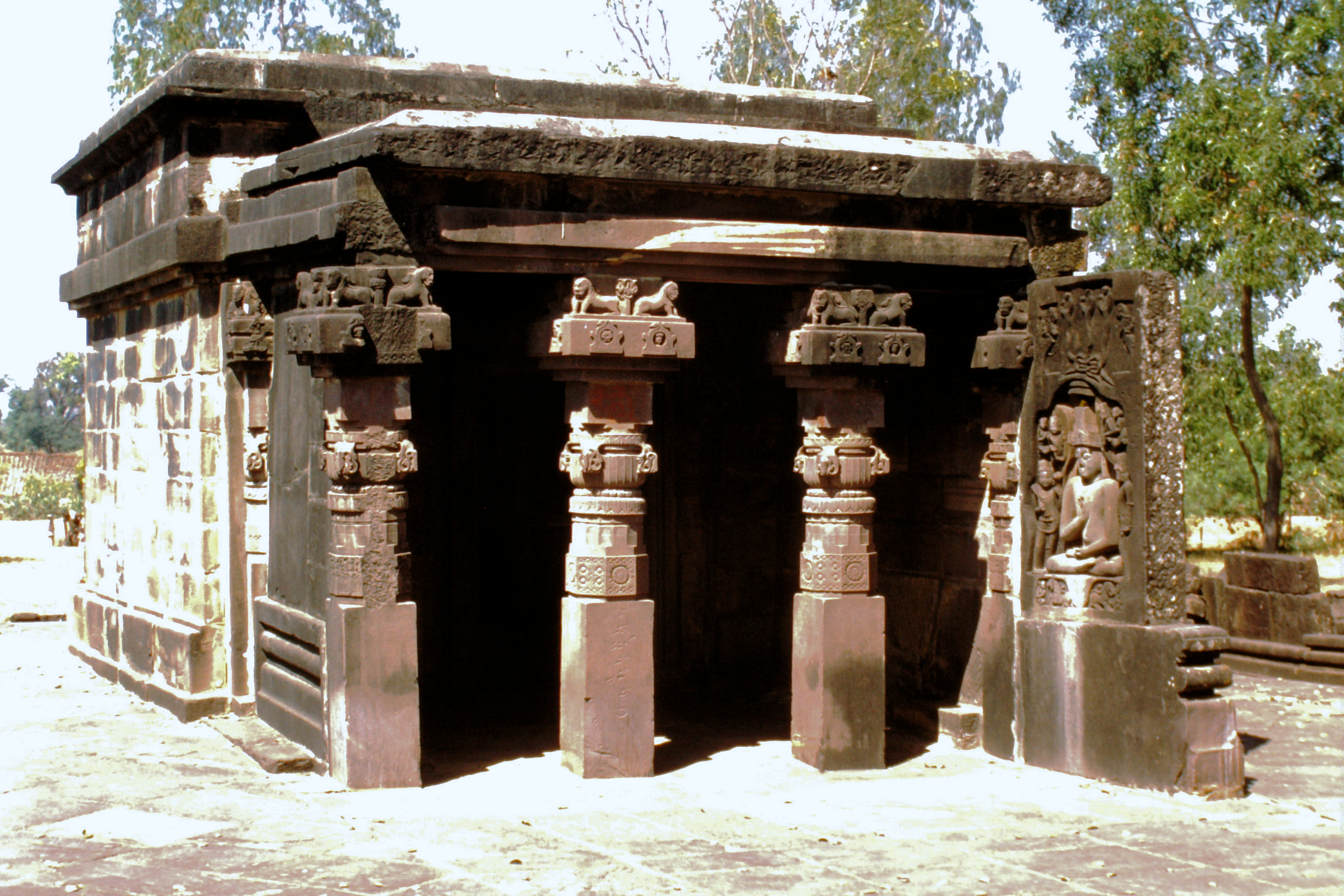
Tigawa (Madhya Pradesh). Der aus einer geschlossenen und vollkommen schmucklosen und ungegliederten Cella (garbhagriha) mit etwa 1 m dicken Außenwänden und einer – etwas niedrigeren, ehemals auch seitlich offenen – Säulenvorhalle (mandapa) bestehende Kankali-Devi-Tempel (ca. 420) steht nicht auf einer Plattform (jagati), sondern in ebenem, aber mit Steinplatten ausgelegten Gelände. Die Säulen bestehen jeweils aus einem quadratischen Sockel (ohne Basis), einem oktogonalen Mittelstück, einem runden, topfartigen Element (kalasha), einem würfelförmigen Blockaufsatz, einer mit Fensternischen (chandrasalas) geschmückten Kämpferplatte und einem Aufsatz aus beinahe vollplastisch gearbeiteten Löwen, die sowohl hoheitliche als auch unheilabwehrende (apotropäische) Bedeutungen haben können. Bei den seitlich an der Vorhalle angebrachten Reliefplatten handelt es sich um spätere Zutaten.

Der Begriff Gupta-Tempel bezeichnet eine Gruppe von etwa 30 steinernen nordindischen Tempelbauten aus der Zeit von etwa 400 bis 600 n. Chr. – der Blütezeit des Gupta-Reichs. Obwohl keine originalen Kultbilder mehr erhalten sind (Ausnahmen evtl. Bhumara und Nachna), kann man davon ausgehen, dass alle Bauten – mit Ausnahme des buddhistischen Tempels Nr. 17 in Sanchi – mit hoher Wahrscheinlichkeit dem Hinduismus zuzuordnen sind. Sie umfassen sowohl in den natürlichen Fels getriebene Höhlentempel als auch die ersten (erhaltenen) freistehenden Steintempel Indiens. Von mehr als der Hälfte der bekannten Gupta-Tempel sind – nach den Zerstörungen in der Zeit der islamischen Dominanz über Nordindien – nur noch Fundamentreste und/oder einige wenige Reliefbruchstücke erhalten.

## Lage
Die im Folgenden genannten Tempelbauten liegen im Wesentlichen im heutigen Bundesstaat Madhya Pradesh, dem ehemaligen Machtzentrum der Gupta-Dynastie, aber auch in anderen Regionen Nordindiens – von Gujarat bis hin nach Bengalen – finden sich einige wenige Bauten, die der Gupta-Zeit zugerechnet werden können.
Kein einziger der Gupta-Tempel liegt heute im Zentrum oder auch nur in der Nähe einer Stadt; vielmehr befinden sich alle in der Nähe kleinerer Dörfer. Ungeklärt ist, ob die Gupta-Tempelstätten – vergleichbar den meist buddhistischen Höhlentempeln (z. B. Ajanta, Ellora, Karli, Bhaja) – von vornherein als reine Wallfahrts- oder Pilgerzentren fernab größerer Ansiedlungen konzipiert waren, oder ob ehemals vielleicht vorhandene – wohl aus Lehm und Reisig (Wände) sowie Stroh und Schilf (Dächer) errichtete – Wohnhäuser im Lauf der Jahrhunderte verschwunden sind. Die in den Dörfern der Umgebung ansässige Bevölkerung konnte derart solide und aufwendige Bauten weder planen noch finanzieren; dafür kamen nur die jeweiligen Herrscher selbst bzw. deren engste Familienangehörige oder hochgestellte Hofbeamte infrage. Die aufwendige Steinbearbeitung lag in den Händen von spezialisierten, von Ort zu Ort wandernden Handwerkern bzw. Künstlern.

## Geschichte
Unter der Herrschaft der seit Beginn des 4. Jahrhunderts in Nordindien regierenden und dem Hinduismus – insbesondere dem Vishnuismus – zugewandten Gupta-Dynastie – v. a. unter Chandragupta II. (reg. ca. 375–415), der den Beinamen Vikramaditya („Welteroberer“) trug, und seinem Sohn Kumaragupta I. (reg. ca. 415–455) – gab es deutliche Bestrebungen zur Vereinheitlichung der überaus vielfältigen – und potentiell separatistischen – religiösen Vorstellungen in ihrem weiträumigen Herrschaftsgebiet. Wahrscheinlich als integraler Bestandteil ihrer Machtpolitik wurden religiöse Zentren neu geschaffen und bereits bestehende mit neuen Bauten und/oder Skulpturen ausgestattet.
Das im 5. Jahrhundert im Inneren weitgehend gefestigte Großreich der Guptas kam durch seit langem bestehende Handelswege in Kontakt mit außerindischen Kulturen – darunter auch mit dem persischen und dem römischen Kulturkreis. Letztere kannten keine Höhlenarchitektur und errichteten ihre steinernen Tempelbauten freistehend.

## Datierung
Keiner der freistehenden Gupta-Tempel ist durch Stifter- oder andere Bauinschriften oder durch Urkunden datiert. Die im Folgenden genannten ungefähren Datierungen beruhen daher allesamt auf bauhistorischen und stilistischen Vergleichen.

## Architektur

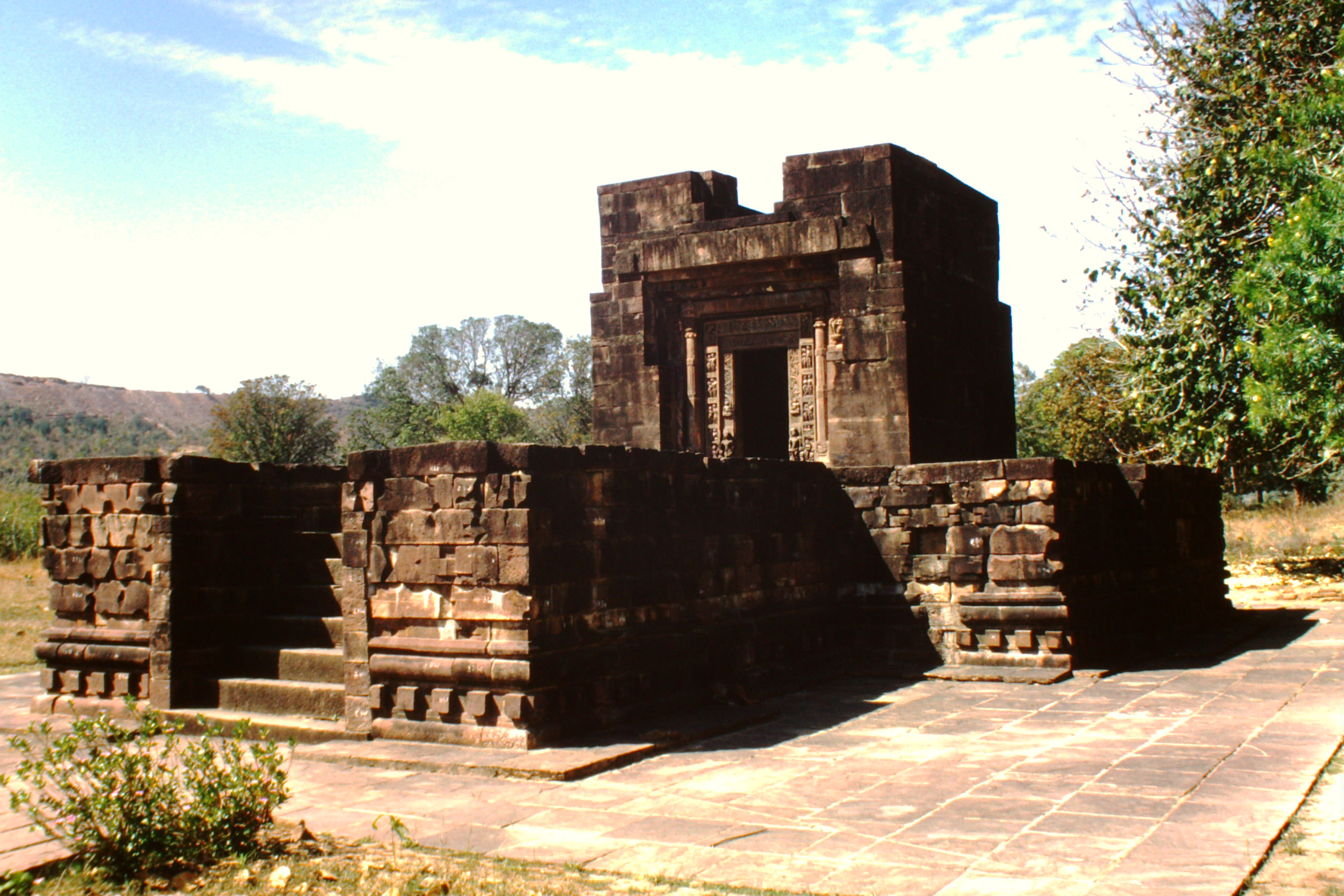
Nachna – Parvati-Tempel. Der Tempel steht auf einer als künstliche Felslandschaft gestalteten Plattform (jagati), auf welcher eine Umschreitung (pradakshina) möglich ist. Das Portal oberhalb des Tempels führte möglicherweise in einen Schatzraum.

Mit Ausnahme der Tempelbauten in Nachna waren alle Gupta-Tempel (wie wohl auch die meisten Wohnbauten der damaligen Zeit) fensterlos. Belichtung und Belüftung des Raumes erfolgten über das stets offenstehende Portal. Das Kultbild oder der Lingam konnte zusätzlich durch Kerzen oder Öllämpchen beleuchtet werden.
Als Baumaterial wurde – wohl in Anlehnung an die früheren Höhlentempel – Naturstein bevorzugt; in einigen Fällen wurden jedoch auch vor Ort gebrannte Ziegelsteine verwendet, wobei sich bei der Verwendung von Ziegelstein geradezu die Notwendigkeit eines pyramidenförmigen Dachaufbaus ergab, welcher bei den späteren Tempeln in Haustein nachgebildet wurde. Die meisten Ziegelbauten sind jedoch weitgehend zerstört.

### Frühphase (ca. 400–450)
Die Frühphase der freistehenden Gupta-Tempel ist gekennzeichnet durch kleine Tempelbauten bestehend aus einer geschlossenen und ungegliederten Cella (garbhagriha = „Mutterschoßkammer“) sowie einer offenen Säulenvorhalle (mandapa), die sich in ihrer Konzeption und baulichen Gestalt an römischen Kleintempeln zu orientieren scheinen; auf einen Giebel bzw. ein Satteldach wurde jedoch verzichtet. Die aus handwerklich perfekt behauenen Steinen erbaute Cella mit Innenmaßen von nur etwa 2,50 m im Quadrat diente zur Aufnahme des Götterbildes bzw. des Lingams und dessen kultischer Verehrung durch die Brahmanen; die vor Witterungseinflüssen schützende Vorhalle diente dem Aufenthalt und der Darbringung von Opfergaben durch Gläubige und Pilger. Beide Bauteile waren mit Steinplatten überdacht, hatten keinerlei Dachaufbauten und standen nicht auf einer – gegenüber dem umgebenden Gelände deutlich erhöhten – Plattform (jagati).
Einen interessanten architektonischen Sonderfall stellt der nur noch in Teilen erhaltene Tempel in Darra dar, bei dem nicht nur das Dach der Vorhalle, sondern auch das der relativ großen Cella (ca. 5 × 5 m) auf Pfeilern ruhte – eine Bauweise, die sich erst Jahrhunderte später beim Kalika-Mata-Tempel in Chittorgarh (ca. 700) und dann auch beim Lakshmana-Tempel in Khajuraho (ca. 930–950) voll entfalten sollte.

### Spätphase (ab ca. 450)
Die Tempel der Spätphase lösen sich in hohem Maße von der baulichen Konzeption der frühen Bauten und damit auch von außerindischen Vorbildern: die ursprünglich eher kleine Mandapa-Vorhalle wird regelmäßig durch eine – bereits vor Jahrhunderten zerstörte – umlaufende hölzerne Dachkonstruktionen ersetzt; diese ermöglichte den Gläubigen und Pilgern die gewohnte Umschreitung (pradakshina) des – nunmehr auf einem hohen Sockelpodest (jagati) stehenden und teilweise turmartig aufragenden – Sanktuariums. Zu beiden Seiten der Aufstiegstreppe oder in den Ecken der erhöhten Plattform wurden vereinzelt (Deogarh, Dashavatara-Tempel; Bhumara, Shiva-Tempel) kleinere Nebenschreine errichtet, so dass sich das – später in Nordindien (vgl. Khajuraho, Lakshmana-Tempel) häufiger zu sehende – 5-teilige Tempelschema (panchayatana) herausbildete.

## Bauschmuck
Während bei den ungegliederten und flachgedeckten frühen Gupta-Tempeln nur die Säulen der Vorhalle und die Einfassungen der Türportale mit Ornamenten und figürlichen Darstellungen (Wächterfiguren, Ganga und Yamuna, „Himmlische Liebespaare“ (mithunas) etc.) verziert wurden, zeigen die späteren Tempel meist einen reichhaltigeren Bauschmuck, in dem figürliche Reliefs in den nunmehr vorhandenen Nischen der Außenwände (vgl. Dashavatara-Tempel) oder das Dekor des Pyramidendachs (vgl. Gop) eine zunehmend wichtige Rolle spielen. Bei vielen Tempeln ragt der steinerne „Balken“ des Türsturzes (Lintel) oft über die seitlichen Türpfosten hinaus, so dass sich eine T-Form ergibt (vgl. Nachna) – eine Erinnerung an die traditionelle Holzbauweise und ein charakteristisches Merkmal früher indischer Tempel.

## Liste erhaltener Gupta-Tempel

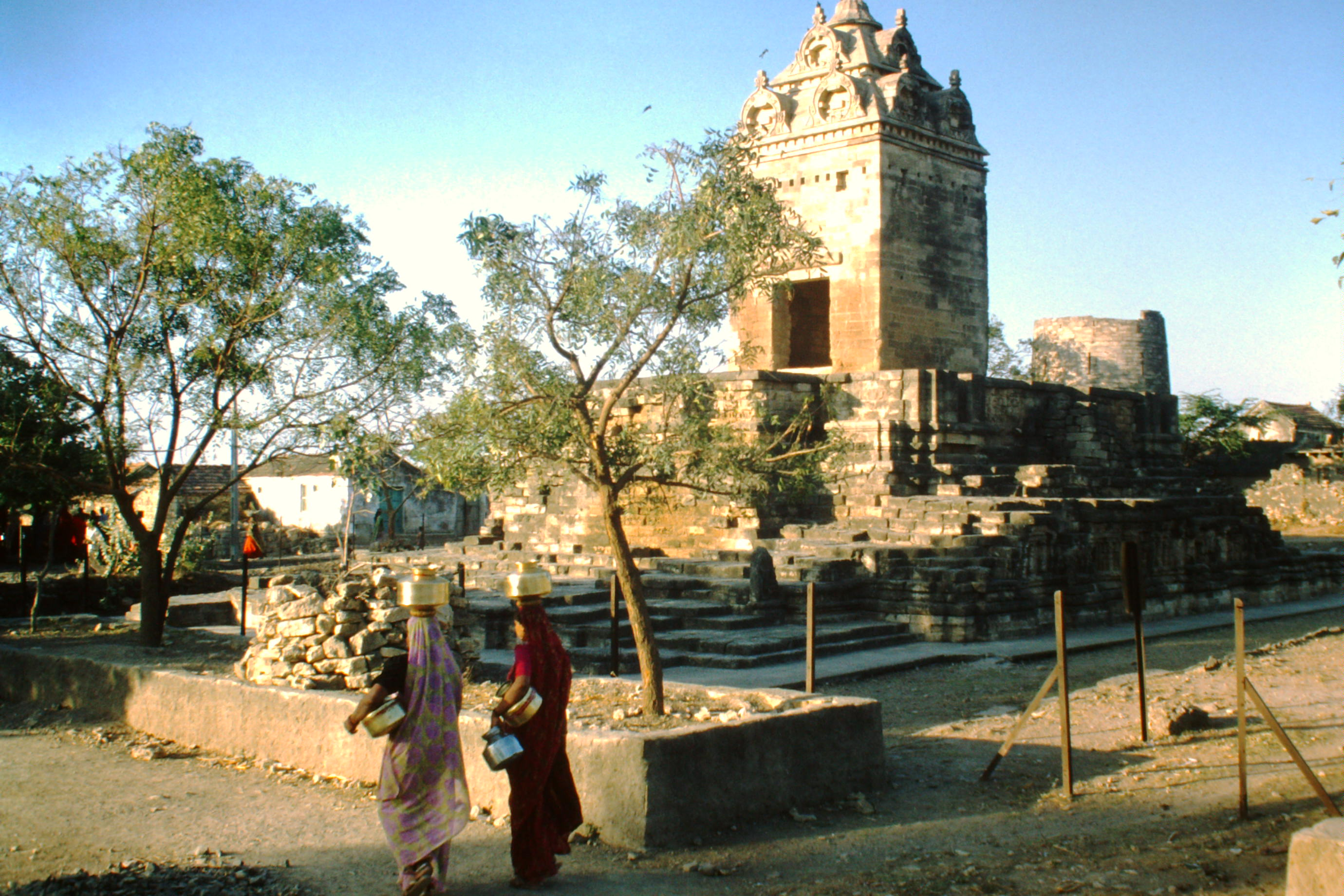
Gop-Tempel, Zinavari (Gujarat) – der hochaufragende Kern des Shiva-Tempels (ca. 600) steht auf einer hohen Plattform (jagati) und war ursprünglich von einem umlaufenden hölzernen Pultdach umgeben, das auf seitlichen Stützpfosten aufruhte und die Besucher sowohl vor Sonne als auch vor Regen schützte und außerdem die rituelle Umschreitung des Tempels (pradakshina) ermöglichte; die Löcher zur Aufnahme der Dachsparren sind noch im oberen Teil des – völlig dekorlosen – Turmschafts erkennbar.
Das pyramidenförmig aufgebaute Dach ist geschmückt mit einer Vielzahl von fensterförmigen Nischen (chandrasalas), einem typischen Dekorelement der frühen indischen Tempelbaukunst und zeigt erstmals eine Art hängender Lotosblüte als Abschluss.

Die im Folgenden genannten Tempelnamen sind zumeist nicht ursprünglich, sondern entweder spätere volkstümliche Bezeichnungen oder aber von Forschern gewählte Nummerierungen. Wegen des Fehlens eines Kultbildes oder Lingams wird heutzutage kaum noch einer der Tempel für kultisch-religiöse Zwecke benutzt.

### Höhlentempel
- Udayagiri (ca. 400), mehrere Höhlen stammen aus der Gupta-Zeit – den Höhlentempeln Nr. 1 und Nr. 19 wurde sogar eine freistehende steinerne Vorhalle (mandapa) vorgebaut.

### Steintempel
- Darra (ca. 400)
- Sanchi, Tempel Nr. 17 (ca. 400)
- Tigawa, Kankali Devi-Tempel (ca. 420)
- Kunda – bei Tigawa (ca. 420)
- Nachna, Parvati-Tempel (ca. 460)
- Bhumara, Shiva-Tempel (ca. 480)
- Deori (Madhia), Vamana-Tempel (ca. 490)
- Deogarh, Dashavatara-Tempel (ca. 500)
- Sakor, Shiva-Tempel (ca. 520)
- Gop-Tempel/Zinavari, Shiva-Tempel (ca. 580)

### Ziegelsteintempel
- Bhitargaon, (ca. 550)

## Bedeutung
Wenngleich der Bau von Höhlentempeln in Indien vereinzelt noch bis ins 10. Jahrhundert hinein fortgeführt wurde, so dokumentieren insbesondere die freistehenden Gupta-Tempel eine Phase der Neuorientierung indischer Tempelbaukunst, wobei möglicherweise Kenntnisse oder mündliche Beschreibungen spätantiker römischer Tempel (z. B. Garni, Armenien) anregend gewirkt haben. Die Säulen/Pfeiler mit ihrem mehrstufigen Aufbau zeigen dagegen deutliche persische Einflüsse (z. B. Persepolis).
In anderen Regionen Zentralindiens entstanden ab dem 5. Jahrhundert ebenfalls freistehende Tempel, die sich in Teilen ihrer Architektur oder ihres Bauschmucks an Gupta-Tempel anlehnen: z. B. in Ramtek (Maharashtra): Kevala-Narasimha-Tempel (ca. 500) oder in Rajim, (Chhattisgarh): Rajivalocana-Tempel (ca. 600). Auch der möglicherweise noch ältere Pranaveshwara-Tempel von Talagunda und die frühen Tempel von Aihole (Karnataka) sind in diesem Zusammenhang zu erwähnen.